# 冯家山水库
冯家山水库是中華人民共和國陕西省宝鸡市境内的一座水库，建于1974年。水库平均水深为26.00米。